# Olonets
Olonets (ryska: Оло́нец, karelska: Aunus, livvi: Anuksenlinnu, finska: Aunus, Aunuksenlinna eller Aunuksenkaupunki) är en stad i ryska Karelen. Folkmängden uppgår till cirka 8 000 invånare. Staden är belägen i Karelska republiken i västra Ryssland. Mellan 70 och 80% av befolkningen i Olonets har karelska, livvi-varianten, som modersmål. 

## Ockuperat av finländska trupper 1919-1920
Under våren och försommaren 1919 företog en kår av ca 3 000 finska frivilliga en expedition till området. Aunus-expeditionen var ett av de så kallande Frändefolkskrigen (finska heimosodat) som involverade det nyligen självständiga Finland och de närliggande regioner där östersjöfinska språk talades. Syftet var att annektera Porajärvi till Finland. I fredsförhandlingarna med Rådsrepubliken Ryssland 1920 som resulterade i Fredsfördraget i Dorpat gav man upp sina anspråk på området i utbyte mot Petsamo.
Den karelska expeditionen var en liknande men mindre hjälpaktion av frivilliga trupper från Finland under 1921-1922 efter att Fredsfördraget i Dorpat ingåtts.

## Ockuperat av finländska trupper 1941-1944
Under fortsättningskrigets inledning, 5 september 1941, erövrade finländska trupper Olonets. Stadens namn ändrades till Aunus. Ett post- och telegrafkontor etablerades på orten den 1 oktober 1941 som också var utgivningsdagen för den första östkarelska frimärksserien, svart övertryck på bruksserie II som gavs ut av den finska militärförvaltningen som kom att styra Östkarelen.
Den östkarelska militärförvaltningen bytte den 1 april 1943 namn på staden till Aunuksenlinna. Post- och telegrafkontoret stängdes i Aunuksenlinna den 21 juni 1944 efter att Mannerheim gett order om att Östkarelen skulle utrymmas den 16 juni 1944.